# Panorama Software
Panorama Software — розробник програмного забезпечення забезпечення у сфері Business Intelligence (BI) та Corporate/Business Performance Management (CPM/BPM).
Штаб-квартира компанії розташована в Торонто (Канада), а офіси компанії знаходяться в Північній Америці, країнах EMEA та Азії. Мережа партнерів налічує понад 300 компаній у 30 країнах світу.

## Історія
Заснована в 1993 р. У 1996 р. компанія створила й продала Microsoft авторські права на серверну OLAP-технологію, яка нині відома як SQL Server Analysis Services. В подальшому зосередила діяльність на створенні клієнт-серверних рішень у сфері OLAP та BI-продуктів.

## Співпраця з іншими компаніями
Panorama Software активно співпрацює з компаніями SAP та Microsoft. Її програмний пакет Panorama NovaView значно розширює можливості BI-платформ SAP та Microsoft зокрема в галузі клієнтської OLAP- аналізу, звітності та моніторингу продуктивності.

## Послуги
Більше ніж 900 компаній з різнихгалузей використовують програмні пакети Panorama Software. Крім розробки, компанія також забезпечує технічну підтримку своїх продуктів і надає консалтингові послуги з питань побудови сховищ даних та впровадження сховищам даних та OLAP-технологіям.